# Ludwig Hans Fischer
Ludwig Hans Fischer (født 1848 i Salzburg, død 26. april 1915 i Wien) var en østrigsk kunstner.
Fischer var tegner, oliemaler og i fremste rum akvarellist, men også en fremstående raderer og kobberstikker.